# Vouvray-sur-Loir
Vouvray-sur-Loir és un municipi francès situat al departament del Sarthe i a la regió de País del Loira. L'any 2007 tenia 825 habitants.

## Demografia

### Població
El 2007 la població de fet de Vouvray-sur-Loir era de 825 persones. Hi havia 350 famílies de les quals 102 eren unipersonals (31 homes vivint sols i 71 dones vivint soles), 126 parelles sense fills, 110 parelles amb fills i 12 famílies monoparentals amb fills.
La població ha evolucionat segons el següent gràfic:
Habitants censats

### Habitatges
El 2007 hi havia 489 habitatges, 360 eren l'habitatge principal de la família, 90 eren segones residències i 38 estaven desocupats. 425 eren cases i 12 eren apartaments. Dels 360 habitatges principals, 288 estaven ocupats pels seus propietaris, 66 estaven llogats i ocupats pels llogaters i 6 estaven cedits a títol gratuït; 5 tenien una cambra, 19 en tenien dues, 61 en tenien tres, 100 en tenien quatre i 175 en tenien cinc o més. 243 habitatges disposaven pel capbaix d'una plaça de pàrquing. A 149 habitatges hi havia un automòbil i a 162 n'hi havia dos o més.

### Piràmide de població
La piràmide de població per edats i sexe el 2009 era:
| Homes | Edats   | Dones |
| ----- | ------- | ----- |
| 0     | 95 o +  | 0     |
| 0     | 90 a 94 | 0     |
| 4     | 85 a 89 | 12    |
| 8     | 80 a 84 | 12    |
| 20    | 75 a 79 | 40    |
| 8     | 70 a 74 | 12    |
| 28    | 65 a 69 | 28    |
| 32    | 60 a 64 | 20    |
| 24    | 55 a 59 | 28    |
| 40    | 50 a 54 | 24    |
| 28    | 45 a 49 | 48    |
| 32    | 40 a 44 | 28    |
| 40    | 35 a 39 | 32    |
| 20    | 30 a 34 | 28    |
| 28    | 25 a 29 | 4     |
| 12    | 20 a 24 | 20    |
| 32    | 15 a 19 | 8     |
| 36    | 10 a 14 | 36    |
| 24    | 5 a 9   | 32    |
| 36    | 0 a 4   | 16    |

## Economia
El 2007 la població en edat de treballar era de 513 persones, 347 eren actives i 166 eren inactives. De les 347 persones actives 312 estaven ocupades (160 homes i 152 dones) i 35 estaven aturades (19 homes i 16 dones). De les 166 persones inactives 88 estaven jubilades, 44 estaven estudiant i 34 estaven classificades com a «altres inactius».

### Ingressos
El 2009 a Vouvray-sur-Loir hi havia 350 unitats fiscals que integraven 824,5 persones, la mediana anual d'ingressos fiscals per persona era de 16.217 €.

### Activitats econòmiques
Dels 36 establiments que hi havia el 2007, 1 era d'una empresa alimentària, 1 d'una empresa de fabricació de material elèctric, 1 d'una empresa de fabricació d'altres productes industrials, 3 d'empreses de construcció, 15 d'empreses de comerç i reparació d'automòbils, 3 d'empreses d'hostatgeria i restauració, 2 d'empreses immobiliàries, 5 d'empreses de serveis i 5 d'empreses classificades com a «altres activitats de serveis».
Dels 10 establiments de servei als particulars que hi havia el 2009, 1 era un taller d'inspecció tècnica de vehicles, 1 fusteria, 2 lampisteries, 2 perruqueries, 2 restaurants, 1 agència immobiliària i 1 tintoreria.
Dels 8 establiments comercials que hi havia el 2009, 1 era un hipermercat, 1 una fleca, 1 una llibreria, 4 botigues de roba i 1 una sabateria.
L'any 2000 a Vouvray-sur-Loir hi havia 20 explotacions agrícoles que ocupaven un total de 512 hectàrees.

## Equipaments sanitaris i escolars
El 2009 hi havia una escola elemental.

## Poblacions més properes
El següent diagrama mostra les poblacions més properes.